# 下托伊馬河
62°21′46″N 44°15′01″E / 62.36278°N 44.25028°E
下托伊馬河是俄羅斯的河流，由阿爾漢格爾斯克州負責管轄，屬於北德維納河的右支流，河道全長165公里，流域面積約1,740平方公里，河水主要來自雨水和融雪，每年十一月至翌年五月結冰。